# Saturn Award per la miglior colonna sonora
Il Saturn Award per la migliore musica (Best Music) è un premio assegnato annualmente nel corso dei Saturn Awards dal 1975 ad oggi.

## Vincitori

### Anni 1970
- 1975
  - Bernard Herrmann per la sua carriera
- 1976
  - Miklós Rózsa per la sua carriera
- 1977
  - David Raksin per la sua carriera
- 1978
  - John Williams - Guerre stellari (Star Wars) e Incontri ravvicinati del terzo tipo (Close Encounters of the Third Kind)
- 1979
  - John Williams - Superman
  - Jerry Goldsmith - I ragazzi venuti dal Brasile (The Boys from Brazil)
  - Dave Grusin - Il paradiso può attendere (Heaven Can Wait)
  - Jerry Goldsmith - Magic - Magia (Magic)
  - Paul Giovanni - The Wicker Man

### Anni 1980
- 1980: 
  - Miklós Rózsa - L'uomo venuto dall'impossibile (Time After Time)
  - Ken Thorne - Avventura araba (Arabian Adventure)
  - John Barry - The Black Hole - Il buco nero (The Black Hole)
  - Paul Williams - Ecco il film dei Muppet (The Muppet Movie)
  - Jerry Goldsmith - Star Trek (Star Trek: The Motion Picture)
- 1981:
  - John Barry - Ovunque nel tempo (Somewhere in Time)
  - Pino Donaggio - Vestito per uccidere (Dressed to Kill)
  - Béla Bartók - Shining (The Shining)
  - John Williams - L'Impero colpisce ancora (Star Wars: Episode V - The Empire Strikes Back)
  - Maurice Jarre - Resurrection
- 1982: 
  - John Williams - I predatori dell'arca perduta (Raiders of the Lost Ark)
  - Laurence Rosenthal - Scontro di titani (Clash of the Titans)
  - Colin Towns - Demonio dalla faccia d'angelo (Full Circle)
  - Jerry Goldsmith - Atmosfera zero (Outland)
  - Ken Thorne - Superman II
- 1983: 
  - John Williams - E.T. l'extra-terrestre (E.T.: The Extra-Terrestrial)
  - Basil Poledouris - Conan il barbaro (Conan the Barbarian)
  - Ken Thorne - The House Where Evil Dwells
  - Jerry Goldsmith - Poltergeist - Demoniache presenze (Poltergeist)
  - David Whitaker - La spada a tre lame (The Sword and the Sorcerer)
- 1984:
  - James Horner - Brainstorm - Generazione elettronica (Brainstorm)
  - Charles Bernstein - Entity (The Entity)
  - James Horner - Krull
  - John Williams - Il ritorno dello Jedi (Star Wars: Episode VI - Return of the Jedi)
  - James Horner - Qualcosa di sinistro sta per accadere (Something Wicked This Way Comes)
- 1985
  - Jerry Goldsmith - Gremlins
  - Ralph Burns - I Muppet alla conquista di Broadway (The Muppets Take Manhattan)
  - Giorgio Moroder e Klaus Doldinger - La storia infinita (The NeverEnding Story)
  - Michel Colombier - Purple Rain
  - Brad Fiedel - Terminator (The Terminator)
- 1986
  - Bruce Broughton - Piramide di paura (Young Sherlock Holmes)
  - Alan Silvestri - Ritorno al futuro (Back to the Future)
  - Maurice Jarre - La sposa promessa (The Bride)
  - James Horner - Cocoon - L'energia dell'universo (Cocoon)
  - Andrew Powell - Ladyhawke
- 1987
  - Alan Menken - La piccola bottega degli orrori (Little Shop of Horrors)
  - James Horner - Fievel sbarca in America (An American Tail)
  - John Carpenter - Grosso guaio a Chinatown (Big Trouble in Little China)
  - Howard Shore - La mosca (The Fly)
  - Jerry Goldsmith - Link
- 1988
  - Alan Silvestri - Predator
  - Christopher Young - Hellraiser (Clive Barker's Hellraiser)
  - Bruce Broughton - Scuola di mostri (The Monster Squad)
  - John Carpenter - Il signore del male (Prince of Darkness)
  - J. Peter Robinson - Il ritorno dei morti viventi 2 (Return of the Living Dead Part II)
  - John Williams - Le streghe di Eastwick (The Witches of Eastwick)

### Anni 1990
- 1990
  - Christopher Young - Hellbound: Hellraiser II - Prigionieri dell'Inferno (Hellbound: Hellraiser II)
  - Danny Elfman - Beetlejuice - Spiritello porcello (Beetlejuice)
  - Michael Hoenig - Blob - Il fluido che uccide (The Blob)
  - Howard Shore - Inseparabili (Dead Ringers)
  - John Massari - Killer Klowns from Outer Space
  - John Carpenter e Alan Howarth - Essi vivono (They Live)
  - Alan Silvestri - Chi ha incastrato Roger Rabbit (Who Framed Roger Rabbit)
- 1991
  - Alan Silvestri - Ritorno al futuro - Parte III (Back to the Future Part III)
  - Alan Silvestri - The Abyss
  - Christopher Young - La mosca 2 (The Fly II)
  - Maurice Jarre - Ghost - Fantasma (Ghost)
  - Jerry Goldsmith - Gremlins 2 - La nuova stirpe (Gremlins 2: The New Batch)
  - Jack Hues - L'albero del male (The Guardian)
  - James Horner - Tesoro, mi si sono ristretti i ragazzi (Honey, I Shrunk the Kids)
  - Simon Boswell - Santa Sangre
  - Jerry Goldsmith - Atto di forza (Total Recall)
  - Stanley Myers - Chi ha paura delle streghe? (The Witches)
- 1992
  - Loek Dikker - Body Parts
  - Danny Elfman - Edward mani di forbice (Edward Scissorhands)
  - Steve Bartek - Guilty as Charged
  - Howard Shore - Il silenzio degli innocenti (The Silence of the Lambs)
  - Jerry Goldsmith - A letto con il nemico (Sleeping with the Enemy)
  - Jerry Goldsmith - Warlock
- 1993
  - Angelo Badalamenti - Fuoco cammina con me (Twin Peaks: Fire Walk with Me)
  - Alan Menken - Aladdin
  - Jerry Goldsmith - Basic Instinct
  - Alan Menken - La bella e la bestia (Beauty and the Beast)
  - Wojciech Kilar - Dracula di Bram Stoker (Bram Stoker's Dracula)
  - Alan Silvestri - La morte ti fa bella (Death Becomes Her)
  - Hans Zimmer e Trevor Horn - Toys - Giocattoli (Toys)
- 1994
  - Danny Elfman - Nightmare Before Christmas (The Nightmare Before Christmas)
  - Marc Shaiman - La famiglia Addams 2 (Addams Family Values)
  - Mark Isham - Bagliori nel buio (Fire in the Sky)
  - Graeme Revell - Senza tregua (Hard Target)
  - Marc Shaiman - 4 fantasmi per un sogno (Heart and Souls)
  - John Williams - Jurassic Park
  - Christopher Young - Il cannibale metropolitano (The Vagrant)
- 1995
  - Howard Shore - Ed Wood
  - Alan Silvestri - Forrest Gump
  - Elliot Goldenthal - Intervista col vampiro (Interview with the Vampire: The Vampire Chronicles)
  - Patrick Doyle - Frankenstein di Mary Shelley (Frankenstein)
  - Jerry Goldsmith - L'uomo ombra (The Shadow)
  - J. Peter Robinson - Nightmare - Nuovo incubo (Wes Craven's New Nightmare)
- 1996
  - John Ottman - I soliti sospetti (The Usual Suspects)
  - James Horner - Braveheart - Cuore impavido (Braveheart)
  - Christopher Young - Copycat - Omicidi in serie (Copycat)
  - Hans Zimmer - Allarme rosso (Crimson Tide)
  - Danny Elfman - L'ultima eclissi (Dolores Claiborne)
  - Howard Shore - Seven
- 1997
  - Danny Elfman - Mars Attacks!
  - Randy Edelman - Dragonheart
  - Danny Elfman - Sospesi nel tempo (The Frighteners)
  - David Arnold - Independence Day
  - Nick Glennie-Smith, Hans Zimmer ed Harry Gregson-Williams - The Rock
  - Jerry Goldsmith - Primo contatto (Star Trek: First Contact)
- 1998
  - Danny Elfman - Men in Black
  - Alan Silvestri - Contact
  - Joseph Vitarelli - Commandments
  - John Powell - Face/Off - Due facce di un assassino (Face/Off)
  - Michael Nyman - Gattaca - La porta dell'universo (Gattaca)
  - David Arnold - Il domani non muore mai (Tomorrow Never Dies)
- 1999
  - John Carpenter - Vampires (John Carpenter's Vampires)
  - George S. Clinton - Sex Crimes - Giochi pericolosi (Wild Things)
  - George Fenton - La leggenda di un amore - Cinderella (Ever After)
  - Thomas Newman - Vi presento Joe Black (Meet Joe Black)
  - Trevor Rabin - Armageddon - Giudizio finale (Armageddon)
  - Hans Zimmer - Il principe d'Egitto (The Prince of Egypt)

### Anni 2000
- 2000
  - Danny Elfman - Il mistero di Sleepy Hollow (Sleepy Hollow)
  - Jerry Goldsmith - La mummia (The Mummy)
  - David Newman - Galaxy Quest
  - Randy Newman - Toy Story 2 - Woody e Buzz alla riscossa (Toy Story 2)
  - Thomas Newman - Il miglio verde (The Green Mile)
  - Michael Nyman e Damon Albarn - L'insaziabile (Ravenous)
- 2001
  - James Horner - Il Grinch (Dr. Seuss' How the Grinch Stole Christmas)
  - James Newton Howard - Dinosauri (Dinosaur)
  - Hans Zimmer e Lisa Gerrard - Il gladiatore (Gladiator)
  - Jerry Goldsmith - L'uomo senza ombra (Hollow Man)
  - Hans Zimmer e John Powell - La strada per El Dorado (The Road to El Dorado)
  - Tan Dun e Yo-Yo Ma - La tigre e il dragone (Wòhǔ Cánglóng)
- 2002
  - John Williams - A.I. - Intelligenza artificiale (A.I. Artificial Intelligence)
  - Howard Shore - Il Signore degli Anelli - La Compagnia dell'Anello (The Lord of the Rings: The Fellowship of the Ring)
  - Angelo Badalamenti - Mulholland Drive (Mulholland Dr.)
  - Joseph LoDuca - Il patto dei lupi (Le Pacte des Loups)
  - John Powell - Shrek
  - Nancy Wilson - Vanilla Sky
- 2003
  - Danny Elfman - Spider-Man
  - Howard Shore - Il Signore degli Anelli - Le due torri (The Lord of the Rings: The Two Towers)
  - John Williams - Minority Report
  - Reinhold Heil - One Hour Photo
  - Joe Hisaishi - La città incantata (千と千尋の神隠し)
  - John Williams - Star Wars: Episodio II - L'attacco dei cloni (Star Wars: Episode II - Attack of the Clones)
- 2004
  - Howard Shore - Il Signore degli Anelli - Il ritorno del re (The Lord of the Rings: The Return of the King)
  - Klaus Badelt - La maledizione della prima luna (Pirates of Caribbean: The Curse of the Black Pearl)
  - Danny Elfman - Hulk
  - Jerry Goldsmith - Looney Tunes: Back in Action
  - Thomas Newman - Alla ricerca di Nemo (Finding Nemo)
  - John Ottman - X-Men 2 (X2)
- 2005
  - Alan Silvestri - Van Helsing
  - John Williams - Harry Potter e il prigioniero di Azkaban (Harry Potter and the Prisoner of Azkaban)
  - Michael Giacchino - Gli Incredibili - Una "normale" famiglia di supereroi (The Incredibles)
  - Alan Silvestri - Polar Express (The Polar Express)
  - Ed Shearmur - Sky Captain and the World of Tomorrow
  - Danny Elfman - Spider-Man 2
- 2006
  - John Williams - Star Wars: Episodio III - La vendetta dei Sith (Star Wars: Episode III - Revenge of the Sith)
  - Hans Zimmer e James Newton Howard - Batman Begins
  - Danny Elfman - La fabbrica di cioccolato (Charlie and the Chocolate Factory)
  - Patrick Doyle - Harry Potter e il calice di fuoco (Harry Potter and the Goblet of Fire)
  - John Ottman - Kiss Kiss Bang Bang
  - John Williams - La guerra dei mondi (War of the Worlds)
- 2007
  - John Ottman - Superman Returns
  - David Arnold - Casino Royale
  - Douglas Pipes - Monster House
  - John Powell - X-Men - Conflitto finale (X-Men: The Last Stand)
  - Trevor Rabin - Giovani aquile (Flyboys)
  - Tom Tykwer, Johnny Klime e Reinhold Heil - Profumo - Storia di un assassino (Perfume: The Story of a Murderer)
- 2008
  - Alan Menken - Come d'incanto (Enchanted)
  - Tyler Bates - 300
  - Mark Mancina - La musica nel cuore - August Rush (August Rush)
  - John Powell - The Bourne Ultimatum - Il ritorno dello sciacallo (The Bourne Ultimatum)
  - Nicholas Hooper - Harry Potter e l'Ordine della Fenice (Harry Potter and the Order of the Phoenix)
  - Jonny Greenwood - Il petroliere (There Will Be Blood)
- 2009
  - James Newton Howard e Hans Zimmer - Il cavaliere oscuro (The Dark Knight)
  - Clint Eastwood - Changeling
  - Alexandre Desplat - Il curioso caso di Benjamin Button (The Curious Case of Benjamin Button)
  - Ramin Djawadi - Iron Man
  - John Powell - Jumper - Senza confini (Jumper)
  - John Ottman - Operazione Valchiria (Valkyrie)

### Anni 2010
- 2010
  - James Horner - Avatar
  - Brian Eno - Amabili resti (The Lovely Bones)
  - Michael Giacchino - Up
  - Taro Iwashiro - La battaglia dei tre regni (赤壁)
  - Christopher Young - Drag Me to Hell
  - Hans Zimmer - Sherlock Holmes
- 2011
  - Hans Zimmer - Inception
  - Daft Punk - Tron: Legacy
  - Clint Eastwood - Hereafter
  - Michael Giacchino - Blood Story (Let Me In)
  - Gottfried Huppertz - The Complete Metropolis
  - John Powell - Dragon Trainer (How to Train Your Dragon)
- 2012
  - Michael Giacchino - Super 8
  - Michael Giacchino - Mission: Impossible - Protocollo fantasma (Mission: Impossible - Ghost Protocol)
  - Howard Shore - Hugo Cabret (Hugo)
  - Alan Silvestri - Captain America - Il primo Vendicatore (Captain America: The First Avenger)
  - John Williams - Le avventure di Tintin - Il segreto dell'Unicorno (The Adventures of Tintin: The Secret of the Unicorn)
  - John Williams - War Horse
- 2013
  - Danny Elfman - Frankenweenie
  - Mychael Danna - Vita di Pi (Life of Pi)
  - Dario Marianelli - Anna Karenina
  - Thomas Newman - Skyfall
  - Howard Shore - Lo Hobbit - Un viaggio inaspettato (The Hobbit: An Unexpected Journey)
  - Hans Zimmer - Il cavaliere oscuro - Il ritorno (The Dark Knight Rises)
- 2014
  - Frank Ilfman - Big Bad Wolves - I lupi cattivi (Mi mefakhed mehaze'ev hara)
  - Danny Elfman - Il grande e potente Oz (Oz the Great and Powerful)
  - Howard Shore - Lo Hobbit - La desolazione di Smaug (The Hobbit: The Desolation of Smaug)
  - Brian Tyler - Iron Man 3
  - Brian Tyler - Now You See Me - I maghi del crimine (Now You See Me)
  - John Williams - Storia di una ladra di libri (The Book Thief)
- 2015[1]
  - Hans Zimmer - Interstellar
  - Henry Jackman - Captain America: The Winter Soldier
  - Michael Giacchino - Apes Revolution - Il pianeta delle scimmie (Dawn of the Planet of the Apes)
  - Alexandre Desplat - Godzilla
  - Howard Shore - Lo Hobbit - La battaglia delle cinque armate (The Hobbit: The Battle of the Five Armies)
  - John Powell - Dragon Trainer 2 (How to Train Your Dragon 2)
- 2016[2]
  - John Williams - Star Wars - Il risveglio della Forza (Star Wars: The Force Awakens)
  - M.M. Keeravani - Baahubali: The Beginning
  - Fernando Velázquez - Crimson Peak
  - Ennio Morricone - The Hateful Eight
  - Tom Holkenborg - Mad Max: Fury Road
  - Jóhann Jóhannsson - Sicario
- 2017[3]
  - Justin Hurwitz - La La Land
  - John Williams - Il GGG - Il grande gigante gentile (The BFG)
  - Michael Giacchino - Doctor Strange
  - James Newton Howard - Animali fantastici e dove trovarli (Fantastic Beasts and Where to Find Them)
  - Thomas Newman - Passengers
  - Michael Giacchino - Rogue One: A Star Wars Story
- 2018[4]
  - Michael Giacchino - Coco
  - Ludwig Göransson - Black Panther
  - John Debney e Joseph Trapanese - The Greatest Showman
  - Alexandre Desplat - La forma dell'acqua - The Shape of Water (The Shape of Water)
  - John Williams - Star Wars - Gli ultimi Jedi (Star Wars: The Last Jedi)
  - Carter Burwell - La stanza delle meraviglie (Wonderstruck)
- 2019[5]
  - Marc Shaiman - Il ritorno di Mary Poppins (Mary Poppins Returns)
  - Danny Elfman - Dumbo
  - Bear McCreary - Godzilla II - King of the Monsters (Godzilla: King of the Monsters)
  - Alan Menken - Aladdin
  - Alan Silvestri - Avengers: Endgame
  - Alan Silvestri - Ready Player One

### Anni 2020
- 2021[6][7]
  - John Williams - Star Wars - L'ascesa di Skywalker (Star Wars: The Rise of Skywalker)
  - Ludwig Göransson - Tenet
  - Nathan Johnson - Cena con delitto - Knives Out (Knives Out)
  - Jaeil Jung - Parasite (Gisaengchung)
  - Thomas Newman - 1917
  - Trent Reznor e Atticus Ross - Mank

- 2022
  - Danny Elfman - Doctor Strange nel Multiverso della Follia (Doctor Strange in the Multiverse of Madness)
  - Michael Abels - Nope
  - Nicholas Britell - Crudelia (Cruella)
  - Michael Giacchino - The Batman
  - Nathan Johnson - La fiera delle illusioni - Nightmare Alley (Nightmare Alley)
  - Howard Shore - Crimes of the Future
  - Joel P. West - Shang-Chi e la leggenda dei Dieci Anelli (Shang-Chi and the Legend of the Ten Rings)

- 2024
  - John Williams - Indiana Jones e il quadrante del destino (Indiana Jones and the Dial of Destiny)
  - Simon Franglen - Avatar - La via dell'acqua (Avatar: The Way of Water)
  - Mark Ronson e Andrew Wyatt - Barbie
  - Alan Menken - La sirenetta (The Little Mermaid)
  - Marco Beltrami - Renfield
  - Daniel Pemberton - Spider-Man: Across the Spider-Verse